# The Rip Chords
The Rip Chords waren eine US-amerikanische Surf-Pop-Band, die sich 1962 als Gesangsduo um die beiden Sänger Ernie Bringas und Phil Stewart in Kalifornien formierte und von Terry Melcher produziert wurden.

## Biografie
Kurz nach Beendigung der High School begannen Ernie Bringas und Phil Stewart 1957 gemeinsam zu singen. 1962 bekamen die beiden die Chance bei Columbia Records einen Plattenvertrag zu unterzeichnen. Der 20-jährige Produzent Terry Melcher, Sohn von Doris Day, betreute das Duo und produzierte 1963 die erste Single Here I Stand. Die Single schaffte Platz 51 der Billboardcharts in den USA.
Bei der zweiten Veröffentlichung, Gone, begleitete Bruce Johnston, ein Freund von Terry Melcher und späteres Mitglied der Beach Boys, das Duo. Die Single erreichte nicht den Erfolg des Debüts. Ernie Bringas verließ zu diesem Zeitpunkt die Band, um am „United Theological Seminary“ in Dayton (Ohio) zu studieren. Rich Rotkin und Arnie Marcus stiegen für Live-Auftritte bei den „Rip Chords“ ein.
Melcher und Carol Conners schrieben einen Titel namens Hey Little Cobra. Melcher erkannte das Potenzial des Liedes und wollte es unter dem Namen „The Rip Chords“ veröffentlichen. Phil Stewart wurde bei den Aufnahmen von Bruce Johnston und Terry Melcher begleitet. Die Single wurde der größte Erfolg der „Rip Chords“ und erreichte 1964 Platz 4 der Billboardcharts. Kurz darauf folgte das Album Hey Little Cobra and Other Hot Rod Hits.
Die nächste Single, Three Window Coupe, geschrieben von Roger Christian und Jan Berry (Jan & Dean), erreichte die Top 30 der Billboardcharts im Sommer 1964. Nach einer weiteren Single, One Piece Topless Bathing Suit und einem Auftritt mit dem Lied Red Hot Roadster in dem Film A Swingin’ Summer ging die Band 1965 auseinander.
Terry Melcher produzierte daran anknüpfend Künstler wie The Byrds, Paul Revere & the Raiders, Grapefruit oder wesentlich später die Beach Boys mit Kokomo. Bruce Johnston begann 1965 bei den Beach Boys.

## Diskografie

### Singles
- 1963 Here I Stand/Karen Columbia 42687
- 1963 Gone/She Thinks I Still Care Columbia 42812
- 1964 Hey Little Cobra/The Queen Columbia 42912
- 1964 Three Window Coupe/Hot Rod USA Columbia 43035
- 1964 One Piece Topless Bathing Suit/Wah-Wahini Columbia 43093
- 1965 Don’t Be Scared/Bunny Hill Columbia 43221
- 2006 Sting Ray/Red Hot Roadster/Shut Down (bisher unveröffentlichte Aufnahmen von 1963/64) Sundazed SEP 188

### Alben
- 1964 Hey Little Cobra and Other Hot Rod Hits Columbia CS 8951 (als CD auf Sundazed)
- 1964 Three Window Coupe Columbia CS 9016 (als CD auf Sundazed)
- 2006 Summer USA – The Best of the Rip Chords Sundazed SC 11168 (CD)

## Mitglieder
The Rip Chords wurden 1962 gegründet.

### Gründungsmitglieder
- Ernie Bringas – Gesang
- Phil Stewart – Gesang

### Weitere Mitglieder
- Bruce Johnston – Gesang
- Terry Melcher – Gesang
- Rich Rotkin – Schlagzeug
- Arnie Marcus – Schlagzeug